# Lieutenant Pigeon
Lieutenant Pigeon was een Britse popgroep, die bekend stond om zijn novelty in de jaren zeventig met de hit "Mouldy Old Dough".
De band werd opgericht in 1972 en bestond uit toetsenist Rob Woodward en drummer Nigel Fletcher, beiden afkomstig van de experimentele band Stavely Makepeace, de bassist Stephen Johnson en op de piano Hilda Woodward, de moeder van Rob Woodward. De band was voornamelijk in de originele bezetting actief tussen 1972 en 1978. Het nummer "Mouldy Old Dough" was een nummer 1-hit in het Verenigd Koninkrijk en België. De opvolger "Desperate Dan" was minder succesvol en haalde maar in een aantal landen de hitlijsten. De band bracht twee albums uit in 1973: Mouldy Old Music en Pigeon Pie. Daarna verschenen nog enkele verzamelalbums.

## Discografie

### Singles
| Single met eventuele hitnotering(en) in de Nederlandse Top 40 | Datum van verschijnen | Datum van binnenkomst | Hoogste positie | Aantal weken | Opmerkingen                |
| ------------------------------------------------------------- | --------------------- | --------------------- | --------------- | ------------ | -------------------------- |
| Mouldy Old Dough                                              | 1972                  | 09-09-1972            | 4               | 14           | nr. 4 in de Single Top 100 |

| Single met hitnotering(en) in de Vlaamse Ultratop 50 | Datum van verschijnen | Datum van binnenkomst | Hoogste positie | Aantal weken | Opmerkingen |
| ---------------------------------------------------- | --------------------- | --------------------- | --------------- | ------------ | ----------- |
| Mouldy Old Dough                                     | 1972                  | 24-06-1972            | 1(1wk)          | 14           |             |
| Desperate Dan                                        | 1972                  | 25-11-192             | 13              | 5            |             |